# Каракол (метеорит)
Каракол (Karakol) — каменный метеорит-хондрит весом 2788 грамм.
Село Каракол административной единицей Урджарского района Восточно-Казахстанской области (ранее, на момент падения Аягузского района).  Падение 9 мая 1840 г., 12 ч. 
О падении 9 мая 1840 г. интересного по своей ориентированной форме метеорита Каракол, весом 2,788 кг сообщается следующее: «...Погода стояла ясная и только местами небо подёрнуто было облачками. При этом услышали чрезмерно сильный выстрел, за которым последовал необыкновенный шум и резкий свист. На месте падения поднялся тонкий дым. Киргизы оробели и подошли не прежде, как через полчаса. Аэролит углубился на три четверти аршина в наносную почву, и когда был вынут, то сохранял ещё теплоту и издавал серный запах».